# Kidonija
Kidonija (starogrško Κυδωνία; latinsko Cydonia) je bila starodavna mestna država na severozahodni obali otoka Kreta. Nahaja se na mestu sodobnega grškega mesta Hanija. Po legendi je Kidonijo ustanovil kralj Kidon (Κύδων), sin Hermesa ali Apolona in Akakalis, hčerke kralja Minosa. Po Pavzaniju je bil sin kralja Tegeata.
Diodor Siculus omenja, da je mesto ustanovil kralj Minos. Uredniki Barringtonovega atlasa grškega in rimskega sveta predlagajo, da je mesto nosilo tudi ime Apolonija (starogrško Ἀπολλωνία). 

## Prazgodovinsko obdobje
Ime mesta je prvič omenjeno na tablicah Linear B iz Knososa (ku-do-ni-ja). Na hribu Kastelli, ki je citadela pristanišča Hanija, so arheološka izkopavanja odkrila keramične drobce, ki izvirajo iz neolitika. Redke najdbe, kot so zidovi in pritličja, potrjujejo, da se je sistematično naseljevanje hriba začelo v obdobju zgodnjeminojske (EM) II. Odkrita je bila tudi minojska hiša (I. hiša) z značilno dvorano. Uničil jo je požar v obdobju pozne minojske (LM) IB obdobja. Hiše iz faze LMIIIA so pripadale palačnemu naselju, ki je prenehalo obstajati v LMIII.
Mesto se je raztezalo onkraj hriba Kastelli, kot so razkrile izkopanine v ulici Daskalogiannis, kjer je bilo odkrito svetišče LMI ali »lustralni bazen«. Odkritje korpusa tablic Linear A in Linear B kaže na prisotnost arhiva. Poleg tega so arheologi ugotovili obstoj lokalne lončarske delavnice, ki je delovala v LMIII.

## Geometrijsko in arhaično obdobje
Nenavadno je, da Homer v Odiseji omenja Kidonsko (pleme) in ne Kidoncev. Živijo na obeh straneh reke Jardan. Herodot meni, da so mesto ustanovili Samošani pribl. 520 pr. n. št., ki jih je kasneje porazila in zasužnjila koalicija Ajgincev in Kretčanov. Ajgina je v kretsko mesto poslala tudi koloniste. Zaradi tega razmerja je mesto že v zgodnji fazi kovalo kovance, ki so podobni tistim na omenjenem otoku. Arheološki dokazi iz teh obdobij so omejeni.

## Klasično in helenistično obdobje
Leta 429 pred našim štetjem, v času peloponeške vojne, je bila Kidonija napadena s strani Atencev po obtožbah Nikiasa iz Gortina o njihovi pro-špartanski politiki. Leta 343 pred našim štetjem je mesto oblegal Falaikos in njegova vojska plačancev po njegovem neuspešnem poskusu, da bi zavzel Littus. Umrl je zaradi udara strele, ki je zažgala njegove oblegovalne naprave.
V času helenističnega obdobja je Kidonija sodelovala v boju za prevlado med mesti na Kreti. Konec 3. stoletja pred našim štetjem je bila podpisana mirovna pogodba z Aptero.
Med litijsko vojno leta 220/219 pred našim štetjem sta se obe mesti pridružili zavezništvu Oreioi (v katerem je bila članica Polirenija ) in preklicali tisto s Knososom. Agresivna politika je privedla do zajetja Falasarne (184 pr. n. št.) in 14 let pozneje Apolonije, dejanje, ki ga je Polibij kritiziral, ker sta bila zaveznika.
Leta 69 pred našim štetjem so Rimljani pod vodstvom Kvinta Cecilija Metela Kretika po neuspelem poskusu Marka Antonija Kretika, vdrli na Kreto. Kretski general Lastenes se je z njimi soočil v bitki pri Kidoniji, kjer je izgubil in se umaknil. Ta izid je prisilil kretskega generala Panaresa, da je kapituliral pred Rimljani in jim brez odpora izročil mesto. Na kovancih mestne države je Kidon upodobljen bodisi kot dojenček, ki sesa kretskega psa, bodisi kot lokostrelec, ki napenja svoj lok, v spremstvu svojega psa.
Preostalo podlago iz helenističnega obzidja lahko vidimo pod bizantinskim obzidjem hriba Kastelli. Reševalna izkopavanja so odkrila helenistične objekte pod stavbami sodobnega mesta.

## Rimsko, poznorimsko in bizantinsko obdobje
Po bitki pri Actiumu (31 pr. n. št.) je Avgust osvobodil Kidonijo zaradi nudene pomoči. Kidonci so omenjeni v 12. knjigi Eneide, kjer so bile njihove odlične lokostrelske spretnosti uporabljene v razširjeni vergilijanski primerjavi, ki opisuje Furijev spust v Juturno. Leta 365 je mesto verjetno prizadel potres, ki je uničil številna mesta na Kreti. Episkopat v Kidoniji se omenja v številnih cerkvenih dokumentih. Najzgodnejši je iz leta 381, ko je Kidonij, kidonijski škof, sodeloval na prvem koncilu v Konstantinoplu. Razcvet mesta v poznorimskih časih ponazarjajo mozaiki hiš, najdenih v bližini trga Agora. V nekaterih delih sodobnega mesta so bile najdene rimske delavnice. Za gradnjo bizantinskega obzidja na griču Kastelli je bil uporabljen material iz urbane arhitekture antičnega mesta.
Prvo bizantinsko obdobje Kidonije se je končalo z arabskim osvajanjem Krete v 820-ih letih. Po bizantinski ponovni osvojitvi Krete leta 961 je bila škofija prenesena izven mesta blizu vasi Agja.

## Sprememba imena in ohranitev
Kdaj se je toponim Kidonija prenehal uporabljati, ni gotovo. Znanstveniki domnevajo, da so ime spremenili Arabci, ki so mesto poimenovali al-Hanim (gostišče), kar bi lahko izhajalo tudi iz predmestja Kidonije, imenovanega Alhania komi, kjer so častili boga Velhanosa. Druga teorija predvideva toponim Lahanij kot izpeljanko sodobnega imena. Na začetku beneške vladavine (1212) se Kidonija omenja kot Canea.
Ime je ohranjeno v metropoli Kidonija in Apokoronas, ki je bila ustanovljena leta 1962. Današnje arheološke najdbe iz starodavnega mesta Kidonija so večinoma shranjene v arheološkem muzeju Hanija v današnji Haniji.

## Lokacija
Stari avtorji navajajo položaj Kidonije v zahodnem delu Krete, obrnjeni proti Peloponezu. Strabon je izračunal oddaljenost od drugih mest na Kreti.
Natančna lokacija Kidonije ni bila razumljena, dokler jo Robert Pashley ni utemeljil izključno na starodavni zgodovinski literaturi, brez kakršnega koli arheološkega odkritja; John Pendlebury tudi identificira Hanijo s staro Kidonijo.

## Nekropola
Ker je bila Kidonija naseljena stoletja, je nekropola mesta precej razširjena in vključuje pokopališča iz vseh obdobij. Leži pod sodobnim mestom Hanija. Najdene vrste pokopov so: komorne grobnice, grobnice v cisternah in grobnice loculus.

## Ljudje
- Aristoklej (5. stoletje pr. n. št.), kipar
- Kresila (5. st. pr. n. št.), kipar